# Kurata Shigeki
Shigeki Kurata (sinh ngày 22 tháng 6 năm 1972) là một cầu thủ bóng đá người Nhật Bản.

## Sự nghiệp câu lạc bộ
Shigeki Kurata đã từng chơi cho Cerezo Osaka và Avispa Fukuoka.